# Ernesto França Soares
Ernesto França Soares foi um político importante da região da Baixada Fluminense, tendo sido vereador e prefeito de Nova Iguaçu.
Foi eleito vereador para o mandato iniciado em 1917, tornando-se presidente da Câmara no ano seguinte. Assumiu a prefeitura de Nova Iguaçu em 26 de maio de 1920, após impetrar habeas corpus contra a nomeação de Mário Pinotti para a recém-criada Prefeitura, em 1919. Faleceu em 1920, durante seu mandato.